# Chrysobothris cupressicona
Chrysobothris cupressicona är en skalbaggsart som beskrevs av Barr och Frederic Westcott 1976. Chrysobothris cupressicona ingår i släktet Chrysobothris och familjen praktbaggar. Inga underarter finns listade i Catalogue of Life.